# سيدني ماردي جرا
سيدني ماردي جرا (بالإنجليزية: Sydney Mardi Gras)‏ هو مهرجان ومسيرة فخر للمثليين والمثليات ومزدوجي الميول والمتحولين جنسياً (الإل جي بي تي) يعقد في سيدني بأستراليا كل عام، يحضره مئات آلاف الأشخاص من جميع أنحاء أستراليا وخارجها. وهو أحد أضخم مهرجانات فخر المثليين في العالم، ويشمل المهرجان على مجموعة متنوعة من الفعاليات مثل موكب سيدني ماردي جرا والحفلة وسباق مرتدي الملابس المغايرة على شاطئ بوندي والحلقة النقاشية الأكاديمية وحفلة الميناء ومهرجان ماردي جرا السينمائي بالإضافة إلى يوم المعرض والذي يستقطب حوالي 70,000 شخص إلى حديقة فيكتوريا.
يعد سيدني ماردي جرا أحد أكثر فعاليات أستراليا جذباً للسياح، حيث أن المسيرة والحفلة الراقصة تجذب العديد من السياح على المستويين الدولي والمحلي. ما يجعله ثاني أكبر حدث سنوي لولاية نيوساوث ويلز من حيث أثره الاقتصادي، بمردود سنوي قدره 30 مليون دولار أسترالي عائد للولاية.
يعود أصل المهرجان لمسيرات حقوق المثليين التي عُقدت سنوياً منذ عام 1978، وقتها كان يتم اعتقال عدد كبير من المشاركين بشكل مستمر من قبل شرطة نيوساوث ويلز. ما زالت مسيرة ماردي جرا تحافظ على طابع سياسي، بقيام العديد من المجموعات بتشجيع قضايا حقوق المثليين والمثليات ومزدوجي الميول والمتحولين جنسياً.

## وصلات خارجية
- الموقع الرسمي
 (بالإنجليزية)
- الأراشيف الأسترالية للمثليين والمثليات تشمل على مجموعات متعلقة بسيدني ماردي جرا بما في ذلك سجلات وصور ومنشورات وأعمال الفنية وغيرها (بالإنجليزية)